# Milnesium dujiangensis
Espèce
Milnesium dujiangensis est une espèce de tardigrades de la famille des Milnesiidae. 

## Distribution
Cette espèce est endémique du Sichuan en Chine.

## Étymologie
Son nom d'espèce, composé de dujiang et du suffixe latin -ensis, « qui vit dans, qui habite », lui a été donné en référence au lieu de sa découverte, Dujiangyan.

## Publication originale
- Yang, 2003 : Two new species and three new records of the Tardigrada (Heterotardigrada, Echiniscidae; Eutardigrada, Milnesiidae, Macrobiotidae, Hypsibiidae). Acta zootaxonomica sinica, vol. 28, no 2, p. 235-240.